# Referencesystem (geodæsi)
Et referencesystem er, i geodætisk forstand, en beskrivelse af et rumligt koordinatsystem der samroterer med et himmellegeme. Er der tale om Jorden kaldes det et; terrestisk referencesystem (TRS).
Referencesystemet indeholder, en beskrivelse af et set af (solidt forankrede) punkter på himmellegemet der kan koordinatsættes indbyrdes, samt med hvilke metoder disse koordinater kan tilvejebringes. Desuden skal  beskrivelsen indeholde information om hvorledes koordinatsystemet er placeret og orienteret, samt hvilken længdeenhed der benyttes og i hvilken tidsenhedenhed samrotationen skal fortolkes. 
Et referencesystem er således at betragte som en opskrift. Den faktiske (kvantitative) beskrivelse af de ovennævnte størrelser realiseres/udmyntes i en referenceramme. For Jordens vedkommende; en terrestisk referenceramme (TRF – ramme=frame på engelsk). Referencesystemer er uafhængige i tid, hvorimod referencerammer er knyttet til et bestemt tidspunkt kaldet et datum.
Har koordinatsystemet, i et terrestisk referencesystem, sit origo/centrum i Jordens massemidtpunkt, kaldes det for et geocentrisk referencesystem. Referencesystemer kan være både regionalt baserede og de kan være globalt baserede. Desuden kan de medtage eller udelade massen af oceaner og af atmosfæren i beskrivelsen af hvorledes en vertikal referenceramme – en geoide, kan realiseres. 

## Globalt vs. Regionalt
Der findes fordele og ulemper ved både globale og regionale referencesystemer. De globale har en fordel i forbindelse med GPS og i at ethvert punkt på himmellegemet kan udtrykkes ved en entydig koordinat. Omvendt medfører pladetektonikken at kontinenterne bevæger sig, hvorfor koordinater på et kontinent udtrykt i et regionalt system er konstante i tid.

## Danmark
Der findes forskellige typer referencesystemer i Danmark, som hver især er defineret ud fra de forskellige typer af referencenet. ETRS89 er det grundlæggende 3D-referencesystem i Danmark og på Færøerne. Det anvendes i sammmenhæng med UTM kortprojektionen af producenter og brugere af stedbestemt information (geodata) på kommunalt, regionalt, nationalt og internationalt niveau. Ved bygge- og anlægsarbejder anbefales det dog at anvende DKTM kortprojektionen.

## Udbredte TRSer
- ITRS – International Terrestial Reference System
- ETRS89 – European Terrestial Reference System
- WGS84 – World Geodetic System 1984